# Shohei Imamura
Shōhei Imamura (japanska 今村昌平, Imamura Shōhei), född 15 september 1926 i Tokyo, död 30 maj 2006, var en japansk filmregissör. Han avlade examen vid Wasedauniversitetet 1951, och var den första japanska regissör att vinna Guldpalmen två gånger.

## Filmografi
- Hateshinaki yokubō (1958)
- Grisar och slagskepp (1961)
- Insektskvinnan (1963)
- Pornografen (1966)
- Hämnden är min (1979)
- Why Not? (1981)
- Balladen om Narayama (1982, Guldpalmsvinnare)
- Svart regn (1989)
- Ålen (1997, Guldpalmsvinnare)
- Doktor Akagi (1998)
- Vatten under en röd bro (2001)
- 11'09''01 – September 11 (2002)